# 조르조 푸이아
조르조 푸이아(이탈리아어: Giorgio Puia ˈdʒordʒo ˈpuːja[*], 1938년 3월 8일, 프리울리-베네치아 줄리아 주 고리치아 ~)는 이탈리아의 전 축구 감독이자 선수로, 현역 시절 수비수로 활약했다.

## 클럽 경력
현역 시절, 푸이아는 프로 고리치아, 트리에스티나, 비첸차, 그리고 토리노에서 활약했다.

## 국가대표팀 경력
푸이아는 1962년부터 1970년까지 이탈리아 국가대표팀 경기에 7번 출전했고, 1970년 월드컵에 이탈리아 선수단 일원으로 참가했으나, 그는 이 대회에서 예선전에만 출전했다. 이탈리아는 이 대회 결승전까지 올랐지만, 브라질에 1-4로 패했다. 그의 첫 국가대표팀 경기는 1962년 11월 11일, 오스트리아와의 경기였고, 마지막 국가대표팀 경기는 1970년 5월 10일, 포르투갈과의 경기였다.

## 수상

### 클럽
토리노
- 코파 이탈리아: 1967–68, 1970–71